# 1629
1629 (MDCXXIX) byl rok, který dle gregoriánského kalendáře započal pondělím.

## Události
- 18. leden – švédský říšský sněm souhlasil se zapojením do války proti císaři Ferdinandu II.
- 6. březen – Ferdinand II. vydal Restituční edikt rušící protestantské konfiskace církevního majetku
- 10. březen – anglický král Karel I. rozpustil parlament
- 5. červen – Lübecký mír mezi Ferdinandem II. a dánským králem Kristiánem IV.
- 17. červen – 27. červen – bitva u Stuhmu. Vítězství císařských (polských) oddílů pod vedením Hans Georg z Arnim-Boitzenburg nad Švédy, které vedl Gustav II. Adolf
- 19. srpen – Friedrich Heinrich dobyl Wesel
- 16. září – 26. září – příměří z Altmarku.
- 27. září – Karel starší ze Žerotína a Kateřina z Valdštejna odchází z Třebíče do exilu, přes Přerov do Vratislavi.
- 18. listopad – po dostavění byl vysvěcen chrám sv. Petra v Římě
- Ferdinand II. odmítl žádost kardinála Ditrichštejna o prodloužení rekatolizačních lhůt pro Moravu
- Karel starší ze Žerotína odchází do exilu
- po smrti Abbáse I. safíjovská dynastie upadá

### Probíhající události
- 1568–1648 – Nizozemská revoluce
- 1568–1648 – Osmdesátiletá válka
- 1618–1648 – Třicetiletá válka
- 1628–1631 – Válka o dědictví mantovské

## Narození

#### Česko
- 03. srpna – Albrecht Maxmilián I. Desfours, šlechtic z lotrinského rodu Desfoursů žijící v Čechách († 15. ledna 1683)
- 13. srpna – Václav z Thun-Hohensteinu, česko-rakouský šlechtic a duchovní († 8. ledna 1673)
- 19. prosince – Tomáš Pešina z Čechorodu, český dějepisec a spisovatel († 3. srpna 1680)
- neznámé datum
  - Benedikt Engelken, opat kláštera v Plasích († 3. října 1681)
  - Jan Jakub Weingarten, český právník († 16. října 1701)
  - Alžběta Komenská, dcera J. A. Komenského († po 1670)

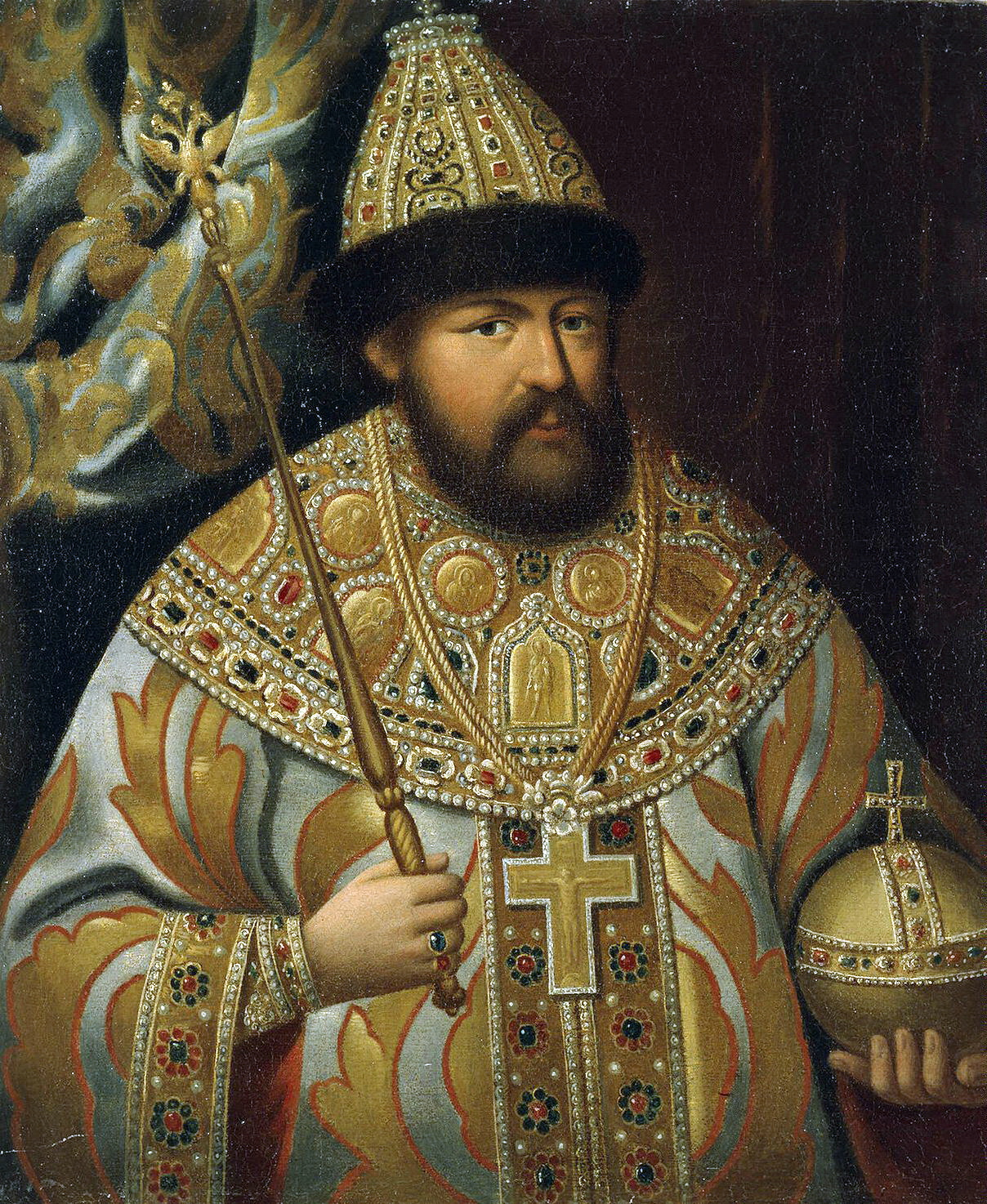
Alexej I. Michajlovič (* 19. března)

#### Svět
- 13. února – Lü Liou-liang, čínský spisovatel, filozof a lékař raného čchingského období († 3. října 1683)
- 16. února – Barbara van Beck, německá vousatá dáma († 1668)
- 19. března – Alexej I. Michajlovič, ruský car († 29. ledna 1676)
- 01. dubna – Jean-Henri d'Anglebert, francouzský hudební skladatel († 23. dubna 1691)
- 07. dubna – Juan José de Austria, levoboček španělského krále Filipa IV. a nizozemský místodržitel († 17. září 1679)
- 14. dubna – Christian Huygens, význačný nizozemský matematik, fyzik a astronom († 8. června 1695)
- 27. července – Luisa Kristýna Savojská, savojská princezna († 12. května 1692)
- 05. srpna – Charles Colbert, markýz de Croissy, francouzský státník a diplomat († 28. července 1696)
- 12. srpna – Isabella Klára Tyrolská, rakouská arcivévodkyně a vévodkyně mantovská († 24. února 1685)
- 17. srpna – Jan III. Sobieski, král polský a vítěz nad Turky († 17. červen 1696)
- 11. října – Armand Bourbon-Conti, francouzský šlechtic a princ královské krve († 26. února 1666)
- 17. října – Baltazar Karel Španělský, resp. Habsburský, španělský infant a princ asturský († 9. března 1646)
- 21. října – Adolf Jan I. Falcký, švédský šlechtic a falckrabě z Kleeburgu († 24. října 1689)
- 17. listopadu – Giovanni Pietro Tencalla, italsko-švýcarský architekt († 6. března 1702)
- 20. listopadu – Arnošt August Brunšvicko-Lüneburský, hannoverský kurfiřt, otec britského krále Jiřího I. († 23. ledna 1698)
- 12. prosince – Simeon Polockij, ruský spisovatel a řecko-katolický kněz († 4. září 1680)
- neznámé datum
  - leden – Gabriël Metsu, nizozemský malíř historických témat († 24. října 1667)
  - Laurent Cassegrain, katolický kněz, fyzik a vynálezce († 31. srpna 1693)
  - Pieter de Hooch, nizozemský malíř († 1684)
  - Elsa Beata Brahe, švédská hraběnka a vévodkyně († 7. dubna 1653)
  - Hatice Muazzez Sultan, manželka osmanského sultána Ibrahima I. a matka sultána Ahmeda II. († 1687)

## Úmrtí

#### Česko
- 09. srpna – Matěj Burnatius, kněz, rekatolizátor na Jičínsku (* 1584)
- 13. září – Kašpar Arzenius z Radbuzy, děkan Metropolitní kapituly v Praze (* ?)
- 03. listopadu – Jan Sixt z Lerchenfelsu, římskokatolický kněz, hudebník a skladatel (* kolem 1550)
- 16. prosince – Matyáš Borbonius z Borbenheimu, lékař a humanistický spisovatel (* 24. srpna 1566)
- neznámé datum
  - Kateřina Stradová, milenka císaře Rudolfa II. (* 1579)

#### Svět
- 17. ledna – Jindřich Fridrich Falcký, syn českého krále Fridricha Falckého (* 1. ledna 1614)
- 19. ledna – Abbás I. Veliký, perský šáh (* 27. ledna 1571)
- 30. ledna – Carlo Maderno, lombardský architekt (* 1556)
- 06. května – Otto van Veen, holandský malíř, kreslíř a humanista (* 1556)
- 18. června – Jan Pieterszoon Coen, generální guvernér Nizozemské východní Indie
- 28. srpna – Basilio Ponce de León, španělský teolog a spisovatel (* 1570)
- 29. srpna
  - Pietro Bernini, italský sochař (* 6. května 1562)
  - Šarlota Kateřina de La Trémoille, francouzská šlechtična a sňatkem kněžna z Condé (* 1568)
- 06. září – Antonio Bosio, italský učenec, první systematický badatel podzemí Říma (* kolem 1575)
- 02. října
  - Giovanni Garzia Millini, italský kardinál (* 1562)
  - Pierre de Bérulle, francouzský katolický kněz, kardinál (* 4. února 1575)
- 03. října – Giorgi Saakadze, gruzínský politik a vojevůdce (* 1570)
- 04. října – Heribert Rosweyde, nizozemský jezuitský hagiograf (* 20. ledna 1569)
- 15. listopadu – Gabriel Betlen, sedmihradský kníže (* 1580)
- neznámé datum
  - Sigismondo d'India, italský hudební skladatel (* 1582)
  - Andrej Čechov, ruský kovolitec (* kolem 1545)
  - Izaak Aaronowicz, polský židovský spisovatel a vydavatel (* ?)
  - Jang Chao, čínský politik a vojevůdce (* ?)

## Hlavy států
- Anglie – Karel I. (1625–1649)
- Francie – Ludvík XIII. (1610–1643)
- Habsburská monarchie – Ferdinand II. (1619–1637)
- Osmanská říše – Murad IV. (1623–1640)
- Polsko-litevská unie – Zikmund III. Vasa (1587–1632)
- Rusko – Michail I. (1613–1645)
- Španělsko – Filip IV. (1621–1665)
- Švédsko – Gustav II. Adolf (1611–1632)
- Papež – Urban VIII. (1623–1644)
- Perská říše – Abbás I. Veliký, poté Safí I.